# Make Way for Tomorrow
Make Way for Tomorrow is een Amerikaanse dramafilm uit 1937 onder regie van Leo McCarey. Het scenario is gebaseerd op de roman The Years Are So Long (1934) van de Amerikaanse auteur Josephine Lawrence.

## Verhaal
Barkley en Lucy Cooper zijn een bejaard koppel met financiële moeilijkheden. Ze besluiten afzonderlijk bij een van hun kinderen in te trekken, totdat ze weer op eigen benen kunnen staan. Daardoor worden ze voor de eerste keer sinds jaren van elkaar gescheiden. Ze blijken niet meer zonder elkaar te kunnen leven.

## Rolverdeling
| Acteur             | Personage      |
| ------------------ | -------------- |
| Beulah Bondi       | Lucy Cooper    |
| Victor Moore       | Barkley Cooper |
| Fay Bainter        | Anita Cooper   |
| Thomas Mitchell    | George Cooper  |
| Porter Hall        | Harvey Chase   |
| Barbara Read       | Rhoda Cooper   |
| Maurice Moscovitch | Max Rubens     |
| Elisabeth Risdon   | Cora Payne     |
| Minna Gombell      | Nellie Chase   |
| Ray Mayer          | Robert Cooper  |
| Ralph Remley       | Bill Payne     |
| Louise Beavers     | Meid           |
| Louis Jean Heydt   | Arts           |
| Gene Morgan        | Carlton Gorman |